# سیکاریو: روز سرباز
سیکاریو ۲: روز سرباز (انگلیسی: Sicario: Day of the Soldado) یک فیلم اکشن و دلهره‌آور آمریکایی است که در سال ۲۰۱۸ منتشر شد. به کارگردانی استفانو سولیما و نویسندگی تیلور شریدان. این فیلم دنباله‌ای بر سیکاریو در سال ۲۰۱۵ محسوب می‌شود. داستان به جنگ مواد مخدر در مرز ایالات متحده و مکزیک و تلاش دولت ایالات متحده برای تحریک افزایش درگیری بین کارتل‌ها مربوط می‌شود.

## خلاصه داستان
برای از بین بردن کارتل‌های مواد مخدر فعال در مرز ایالات متحده و مکزیک، سازمان سیا با یک مأمور مخفی تبانی می‌کند تا دختر یک سرکرده را بدزدد. اما وقتی آنها سعی می‌کنند مخفیانه وارد مکزیک شوند، همه چیز به طرز وحشتناکی اشتباه پیش می‌رود.

## بازیگران
- بنیسیو دل تورو
- جاش برولین
- جفری داناوان
- ایزابلا مونر
- کاترین کینر
- متیو موداین
- ایان بوهن